# Šterusy
Šterusy est un village de Slovaquie situé dans la région de Trnava.

## Histoire
Première mention écrite du village en 1262.

## Démographie

### Évolution de la population
| Année:               | 1994. | 2004.   | 2014.   | 2024.   |
| -------------------- | ----- | ------- | ------- | ------- |
| Nombre de personnes: | 516   | 515     | 504     | 463     |
| Différence:          |       | -0,19 % | -2,13 % | -8,13 % |

| Année:               | 2023. | 2024.   |
| -------------------- | ----- | ------- |
| Nombre de personnes: | 468   | 463     |
| Différence:          |       | -1,06 % |